# Peregrin Took
Peregrin Took (Pippin) este un personaj fictiv din trilogia Stăpânul Inelelor scrisă de J.R.R. Tolkien.
Peregrin Took s-a născut în anul 1390 (după Calendarul Comitattlui) și este fiul lui Paladin al II-lea și al Eglantinei Bancks. A fost unul dintre cei patru hobbiți care au plecat în călătoria de distrugere a Inelului Puterii și mai apoi slujitor al regelui Denethor al Gondorului. A ajuns la Minas Tirith cu ajutorul lui Gandalf, după ce privise în Palantirul aruncat de Limbă de Vierme (slujitorul trădător al regelui Rohanului) din Turnul Orthanc din Isengard.